# Golbahār-e Atābakī
Golbahār-e Atābakī (persiska: گُل بَهار اَتابَكی, گُلبَهارِ اَتابَك, گلبهار اتابكی) är en ort i Iran.   Den ligger i provinsen Lorestan, i den centrala delen av landet, 300 km sydväst om huvudstaden Teheran. Golbahār-e Atābakī ligger 2 082 meter över havet och antalet invånare är 142.
Terrängen runt Golbahār-e Atābakī är kuperad åt sydväst, men åt nordost är den platt.Runt Golbahār-e Atābakī är det glesbefolkat, med 19 invånare per kvadratkilometer. Närmaste större samhälle är Khāk Beh Tīyeh, 6,5 km söder om Golbahār-e Atābakī. Trakten runt Golbahār-e Atābakī består i huvudsak av gräsmarker.